# Der Hahn ist tot (Kurzfilm)
Der Hahn ist tot ist ein  interaktiver Kurzfilm, den Regisseur Zoltan Spirandelli 1988 drehte. Der Vorfilm, von den KurzFilmFreunden Köln e. V. als Evergreen bezeichnet, wurde mehrfach ausgezeichnet (Preis der deutschen Filmkritik) und unter Filmfreunden zum Klassiker.
In dem Film tritt Zoltan Spirandelli als Zelluloidfigur vor der Kinoleinwand auf. Er sagt, dass Singen etwas Schönes und Wichtiges sei und die meisten Leute eigentlich gerne singen. Das Problem ist, dass sie entweder keine Gelegenheit dazu haben oder sich nicht trauen. Daher leitet er das Kinopublikum von der Leinwand aus an, das Lied Der Hahn ist tot im dreistimmigen Kanon zu singen.
Bei der jährlich stattfindenden Veranstaltung "Kino auf der Burg" in Esslingen am Neckar wurde der Film bis 2022 an einem Abend gezeigt (2003 mit 3000 Sängern).
Außerdem läuft der Film seit vielen Jahren im Lichtburg Kino in Lemförde - Quernheim. Jedes Jahr am Karfreitag wird er dort als Vorfilm bei der Blues Brothers Kultnacht gezeigt.